# Aoranthe castaneofulva
Aoranthe castaneofulva är en måreväxtart som först beskrevs av Spencer Le Marchant Moore, och fick sitt nu gällande namn av Somers. Aoranthe castaneofulva ingår i släktet Aoranthe och familjen måreväxter. Inga underarter finns listade i Catalogue of Life.